# Stadl-Paura
Stadl-Paura is een gemeente in de Oostenrijkse deelstaat Opper-Oostenrijk, gelegen in het district Wels-Land. De gemeente heeft ongeveer 4900 inwoners.

## Geografie
Stadl-Paura heeft een oppervlakte van 15 km². De gemeente ligt in het centrum van de deelstaat Opper-Oostenrijk, vlak bij de stad Wels.

## Bezienswaardigheid
De bedevaartskerk van Stadl-Paura staat bekend om zijn drie altaren en drie orgels, die volgens een vast patroon in het jaar afwisselend worden gebruikt.
Aichkirchen · Bachmanning · Bad Wimsbach-Neydharting · Buchkirchen · Eberstalzell · Edt bei Lambach · Fischlham · Gunskirchen · Holzhausen · Krenglbach · Lambach · Marchtrenk · Neukirchen bei Lambach · Offenhausen · Pennewang · Pichl bei Wels · Sattledt · Schleißheim · Sipbachzell · Stadl-Paura · Steinerkirchen an der Traun · Steinhaus · Thalheim bei Wels · Weißkirchen an der Traun
- Gemeinsame Normdatei: 4105532-9
- MusicBrainz: 26441e0b-82e5-44e9-a306-042eaa67e317
- Virtual International Authority File: 235944950
- WorldCat: E39PBJtxbGPBvMxdHKXPjYDTHC